# ماري ماتسودا
ماري ماتسودا (بالإنجليزية: Mari Matsuda)‏ هي محامية أمريكية، ولدت في 1956.